# Nicolò Carosio
 (juin 2018).
Si vous disposez d'ouvrages ou d'articles de référence ou si vous connaissez des sites web de qualité traitant du thème abordé ici, merci de compléter l'article en donnant les références utiles à sa vérifiabilité et en les liant à la section « Notes et références ».
Nicolò Carosio (né le 15 mars 1907 à Palerme, mort le 27 septembre 1984 à Milan) est un journaliste sportif italien, célèbre pour avoir commenté les prestations de l'équipe d'Italie de football pendant 30 ans.

## Biographie
Ayant réussi, après des études de droit à Venise, un concours pour travailler auprès de l'Ente Italiano per le Audizioni Radiofoniche, il débute à la radio en 1933, ce qui lui permet de commenter à domicile la Coupe du monde de football de 1934, puis en 1954 à la télévision. Il commente alors plus de 3 000 matches sportifs et devient le commentateur officiel de la Squadra Azzurra. Il prend sa retraite en 1971.